# Kuikkasaaret
Kuikkasaaret är öar i Finland. Den ligger i Ukonselkä och i kommunen Mänttä-Filpula i den ekonomiska regionen  Övre Birkalands ekonomiska region  och landskapet Birkaland, i den södra delen av landet, 220 km norr om huvudstaden Helsingfors. Arean för den av öarna koordinaterna pekar på är 0,3 hektar och dess största längd är 110 meter i sydöst-nordvästlig riktning. En något större ö finns 200 meter öster ut och mellan dem en mindre.